# Helena Valley Northwest
Helena Valley Northwest – jednostka osadnicza w Stanach Zjednoczonych, w stanie Montana, w hrabstwie Lewis and Clark.